# Folks!
Folks! er en amerikansk komediefilm fra 1992 instrueret af Ted Kotcheff og med Tom Selleck, Don Ameche og Anne Jackson i hovedrollerne.

## Medvirkende
- Tom Selleck
- Don Ameche
- Anne Jackson
- Christine Ebersole
- Wendy Crewson

## Ekstern henvisning
- Folks! på Internet Movie Database (engelsk)
- Folks! på Filmdatabasen
- Folks! på Scope
- Folks! i Svensk Filmdatabas (svensk)
- Folks! på AlloCiné (fransk)
- Folks! på MovieMeter (nederlandsk)
- Folks! på AllMovie (engelsk)
- Folks! hos American Film Institute (engelsk)
- Folks! hos British Film Institute (engelsk)
- Folks! på Turner Classic Movies (engelsk)